# توم باور (مقدم تلفزيوني)
توم باور هو مقدم تلفزيوني كندي، ولد في 1 مايو 1987.

## وصلات خارجية
- توم باور على موقع ميوزك برينز (الإنجليزية)